# Воинские звания и знаки различия в Вооружённых силах Российской Федерации
Знаки различия по воинским званиям в Вооружённых силах Российской Федерации — знаки различия для военнослужащих, применяемые в Вооружённых силах Российской Федерации и ряде других силовых структур.
В Российской Федерации установлены два вида воинских званий военнослужащих — войсковые и корабельные.
- Корабельные воинские звания присваиваются морякам надводных и подводных сил Военно-морского флота (ВМФ), береговой охраны Пограничной службы ФСБ России и морских частей Росгвардии.
- Войсковые воинские звания присваиваются прочим военнослужащим, проходящим военную службу в Вооружённых силах Российской Федерации, Росгвардии, МЧС России, ФСБ России, СВР России, ФСО России и прочих войсках, воинских формированиях и органах, в которых федеральным законом предусмотрена военная служба.

В Вооружённых силах Российской Федерации войсковые воинские звания присваиваются военнослужащим не только в сухопутных войсках (СВ), воздушно-космических силах (ВКС), ракетных войсках стратегического назначения (РВСН) и воздушно-десантных войсках (ВДВ), но и в таких составных частях ВМФ, как морская авиация, береговые войска флота и морская пехота.
К воинским званиям военнослужащих гвардейских частей применяется приставка «гвардии» (например, «гвардии майор»). В отношении военнослужащих юридических и медицинских служб добавляются соответственно слова «юстиции», «медицинской службы». Для военнослужащих, находящихся в запасе или в отставке, добавляются соответственно слова «запаса», «в отставке». Военнослужащие, обучающиеся в военном образовательном учреждении профессионального образования, именуются: не имеющие воинского звания офицеров — курсантами, а имеющие воинское звание — слушателями. Гражданам, не имевшим воинского звания до поступления в военное образовательное учреждение, при поступлении на учёбу присваивается воинское звание рядовой (матрос). Другие воинские звания, присвоенные до поступления в военное образовательное учреждение профессионального образования, сохраняются.
Перечень воинских званий установлен федеральным законом Российской Федерации «О воинской обязанности и военной службе».

## Расцветки и типы погон

### Солдаты, сержанты, старшины
- Китель и зимнее пальто — нашивные четырёхугольные погоны красного цвета (в ВКС, ВДВ — голубого; в танковых, артиллерийских, зенитно-ракетных, автомобильных, инженерных, топографических, технических, железнодорожных войсках, ракетных войсках стратегического назначения, войсках связи, радиационной, химической и биологической защиты, службе горючего — чёрного цвета).
- Парадная рубашка (зелёная) — по расцветке аналогичны погонам на парадном кителе, но съёмные шестиугольные с пуговицей золотистого цвета, на которой имеется рельефное изображение герба Российской Федерации.
- Полевая форма — съёмные погоны-муфты камуфлированного цвета[2], надеваемые на пятиугольные полевые погоны с пуговицей защитного цвета без герба, имеющей 4 сквозные отверстия для пришивания, вшитые одним краем в полевую форму (за исключением рядового состава, для которого достаточно вшитых в полевую форму погон).

Погон сержанта к повседневной форме, образца начала 1990-х.
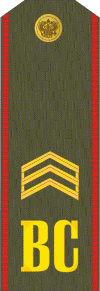
Погон сержанта к повседневной форме, образца конца 1990-х.
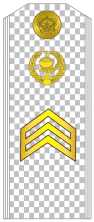
Съëмный погон сержанта к парадной форме (рубашке), образца 2000-х. Петличный знак принадлежности к медицинской службе (санинструктор, медсестра) на погоне.
Погон сержанта СВ на китель и зимнее пальто, образца начала 2010.
Повседневный погон сержанта ВКС на китель и зимнее пальто, образца 2010.
Полевой погон-муфта (фальшпогон) сержанта, образца начала 2010-х.
Погон полевой формы одежды старшины, образца 1990-х.
Фальш-погон полевой формы одежды старшины, образца конца 2010-х.

### Прапорщики (кроме ВМФ)
- Китель и летнее пальто — нашивные погоны защитного цвета, по бокам окантовка красного (в ВКС, ВДВ — голубого, в танковых, артиллерийских, зенитно-ракетных, автомобильных, инженерных, топографических, технических, железнодорожных войсках, ракетных войсках стратегического назначения, войсках связи, радиационной, химической и биологической защиты, службе горючего — чёрного) цвета.
- Парадная рубашка (зелёная) — по расцветке аналогичны погонам на парадном кителе, но без окантовки, съёмные шестиугольные с пуговицей золотистого цвета.
- Полевая форма — съёмные погоны-муфты камуфлированного цвета[3].

### Офицеры (кроме ВМФ)
- Парадный китель — нашивные погоны золотистого цвета, по бокам окантовка красного (в ВКС, ВДВ — голубого) цвета.
- Повседневный китель, зимнее пальто — нашивные четырёхугольные погоны защитного цвета (в ВКС, ВДВ — тёмно-синего), у генералов и маршалов с окантовкой по бокам красного (в ВКС, ВДВ — голубого) цвета.
- Повседневная рубашка (зелёная), куртка шерстяная, куртка демисезонная, плащ летний — съёмные шестиугольные погоны защитного цвета (в ВКС, ВДВ — тёмно-синего) без окантовки с пуговицей золотистого цвета.
- Парадная рубашка (белая) — съёмные шестиугольные погоны белого цвета без окантовки с пуговицей золотистого цвета.
- Полевая форма — съёмные погоны-муфты камуфлированного цвета.

Пришиваемый погон капитана к повседневной форме (китель, пальто), образца 1994.
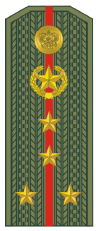
Съëмный погон капитана к повседневной форме (куртка, рубашка), образца 1997. Петличный знак рода войск на погоне.
Повседневный погон полковника СВ, образца конца 2010-х.
Повседневный погон полковника ВКС, образца конца 2010-х.
Парадный погон полковника, образца 1994.
Парадный погон полковника ВКС, образца 1994.
Пришиваемый погон полковника к парадной форме одежды, образца конца 2010-х.
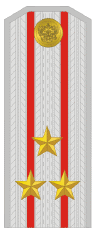
Съëмный погон полковника к парадной форме (белой рубашке), образца 1994.
Погон полевой формы полковника, образца 1990-х.
Полевой погон-муфта (фальшпогон) полковника, образца начала 2010-х.
Фальшпогон полковника к полевой форме одежды, образца конца 2010-х.

### Матросы, старшины и мичманы ВМФ
- Парадный китель и зимнее пальто — нашивные четырёхугольные погоны с полем из синтетических нитей серо-чёрного цвета с плетением в виде квадратиков в шахматном порядке с окантовкой белого цвета.
- Парадная рубашка (бежевая для мичманов; для матросов и старшин — не предусмотрена) — по расцветке аналогичны погонам на парадном кителе, но съёмные.
- Повседневная одежда (матросы, старшины) — погоны с полем из сукна чёрного цвета[4].

### Офицеры ВМФ
- Парадный китель — нашивные погоны золотистого цвета, по бокам окантовка чёрного.
- Повседневный китель, зимнее пальто — нашивки чёрного цвета, у адмиралов с окантовкой по бокам жёлтого цвета.
- Повседневная рубашка (бежевая) — съёмные шестиугольные погоны бежевого цвета без окантовки с пуговицей золотистого цвета.
- Парадная рубашка (белая) — съёмные шестиугольные погоны золотистого цвета без окантовки[5] с пуговицей золотистого цвета.

Повседневный погон старшины 1-й статьи ВМФ
Повседневный погон адмирала ВМФ
Парадный погон адмирала ВМФ

## Знаки различия по воинским званиям

Погон курсанта

Указом Президента Российской Федерации от 23 мая 1994 года № 1010 для военнослужащих Вооружённых Сил Российской Федерации были введены погоны двух типов:
- шестиугольные с трапециевидным верхним краем из галуна золотистого цвета или в цвет одежды (съёмные и нашивные) — парадные и повседневные, для всех категорий военнослужащих, а также полевые — для высших офицеров;
- пятиугольные с треугольным верхним краем из материала в цвет одежды — полевые, для всех, кроме высших офицеров, категорий военнослужащих.

Также для курсантов, старшин, сержантов и матросов ВМФ, морских частей пограничных органов и морских частей внутренних войск МВД введены прямоугольные погончики из материала в цвет одежды для некоторых форм обмундирования.
В 1997 году Маршалам Советского Союза, маршалам родов войск, генералам армии и адмиралам флота, уволенным с военной службы до мая 1994 года, было разрешено носить погоны образца, действовавшего до 1994 года. Этим же указом были изменены знаки различия для состоящих на службе генералов армии и адмиралов флота — вместо одной большой звезды и малой звезды в венке введены 4 малых звезды.
На полевое обмундирование были введены прямоугольные погончики-муфты из материала в цвет одежды, надеваемые на пятиугольные полевые погоны, вшитые в полевую форму. На погончиках-муфтах располагаются знаки различия по званиям.
В 2010 году вместо нашивных шестиугольных погон с трапециевидным верхним краем введены, для некоторых форм парадного и повседневного обмундирования, нашивные четырёхугольные погоны со скошенным верхним краем. Съёмные погоны оставлены шестиугольными с трапециевидным верхним краем. Полевые погоны для высших офицеров, вместо погон образца 1994 года, введены такие же, как и для прочих категорий военнослужащих.
В 2013 году генералам армии и адмиралам флота на погоны возвращены знаки различия, действовавшие до 1997 года (звезда в обрамлении венка на погоны генералов армии официально возвращена в 2014 году).

### Солдаты и матросы
Рядовые и матросы на погонах не имеют никаких знаков различия. Ефрейторы и старшие матросы имеют одну горизонтальную лычку.

### Сержанты и старшины
Имеют знаки различия в виде матерчатых галунов — лычек. Расцветки лычек:
- Полевая форма — защитного цвета;
- Повседневная и парадная форма — жёлтого цвета;

### Прапорщики и мичманы
Имеют знаки различия в виде маленьких звёздочек, расположенных вертикально. Погоны схожи с офицерскими, но без просветов и могут иметь канты.

### Офицеры
Младший офицерский состав
- Одна вертикально расположенная полоска — просвет. Звёздочки металлические, маленькие (13 мм). На полевых погонах просвета нет.

Старший офицерский состав
- Два просвета и бо́льшие по размеру металлические звёздочки (20 мм). На полевых погонах просветов нет.

Высший офицерский состав
- Вертикально расположенные вышитые звёздочки большего размера (22 мм), просветов нет.
- Генерал армии, адмирал флота — одна большая вышитая звезда диаметром 40 мм (с 22 февраля 2013 года)[11]; над ней расположена вышитая звезда, обрамлённая венком (цвет звезды соответствует роду службы, диаметр венка 35 мм)[10].
- Маршал Российской Федерации — одна большая вышитая звезда диаметром 40 мм, на фоне радиально расходящихся серебряных лучей, образующих пятиугольник; над звездой — вышитый герб России (без геральдического щита) диаметром 40 мм.

## Таблица знаков различия
| Виды погон                                                               | солдаты, матросы | солдаты, матросы | сержанты, старшины | сержанты, старшины | сержанты, старшины | сержанты, старшины           | прапорщики, мичманы | прапорщики, мичманы | Офицерский состав | Офицерский состав | Офицерский состав | Офицерский состав | Офицерский состав  | Офицерский состав  | Офицерский состав  | Офицерский состав | Офицерский состав | Офицерский состав | Офицерский состав       | Офицерский состав | Офицерский состав                  |
| Виды погон                                                               | солдаты, матросы | солдаты, матросы | сержанты, старшины | сержанты, старшины | сержанты, старшины | сержанты, старшины           | прапорщики, мичманы | прапорщики, мичманы | Младшие офицеры   | Младшие офицеры   | Младшие офицеры   | Младшие офицеры   | Старшие офицеры    | Старшие офицеры    | Старшие офицеры    | Высшие офицеры    | Высшие офицеры    | Высшие офицеры    | Высшие офицеры          | Высшие офицеры    | Высшие офицеры                     |
| Погоны к парадной форме одежды (для сухопутных войск и служб)            |                  |                  |                    |                    |                    |                              |                     |                     |                   |                   |                   |                   |                    |                    |                    |                   |                   |                   |                         |                   |                                    |
| Погоны к парадной форме одежды Росгвардии                                |                  |                  |                    |                    |                    |                              |                     |                     |                   |                   |                   |                   |                    |                    |                    |                   |                   |                   |                         |                   |                                    |
| Погоны к парадной форме одежды (для ВКС и ВДВ)                           |                  |                  |                    |                    |                    |                              |                     |                     |                   |                   |                   |                   |                    |                    |                    |                   |                   |                   |                         |                   |                                    |
| Погоны к повседневной форме одежды (для сухопутных войск и служб)        |                  |                  |                    |                    |                    |                              |                     |                     |                   |                   |                   |                   |                    |                    |                    |                   |                   |                   |                         |                   |                                    |
| Погоны к повседневной форме одежды Росгвардии                            |                  |                  |                    |                    |                    |                              |                     |                     |                   |                   |                   |                   |                    |                    |                    |                   |                   |                   |                         |                   |                                    |
| Погоны к повседневной форме одежды (для ВКС и ВДВ)                       |                  |                  |                    |                    |                    |                              |                     |                     |                   |                   |                   |                   |                    |                    |                    |                   |                   |                   |                         |                   |                                    |
| Погоны к полевой форме одежды                                            |                  |                  |                    |                    |                    |                              |                     |                     |                   |                   |                   |                   |                    |                    |                    |                   |                   |                   |                         |                   |                                    |
| Войсковые звания                                                         | Рядовой          | Ефрейтор         | Младший сержант    | Сержант            | Старший сержант    | Старшина                     | Прапорщик           | Старший прапорщик   | Младший лейтенант | Лейтенант         | Ст. лейтенант     | Капитан           | Майор              | Подполковник       | Полковник          | Генерал-майор     | Генерал-лейтенант | Генерал-полковник | Генерал армии (до 2013) | Генерал армии     | Маршал Российской Федерации        |
| Погоны к повседневной форме одежды ВМФ (кроме береговых войск и авиации) |                  |                  |                    |                    |                    |                              |                     |                     |                   |                   |                   |                   |                    |                    |                    |                   |                   |                   |                         |                   | —                                  |
| Нарукавные знаки различия ВМФ (кроме береговых войск и авиации)          | —                | —                | —                  | —                  | —                  | —                            | —                   | —                   |                   |                   |                   |                   |                    |                    |                    |                   |                   |                   |                         |                   | —                                  |
| Корабельные звания (кроме береговых войск и авиации)                     | Матрос           | Старший матрос   | Старшина 2 статьи  | Старшина 1 статьи  | Главный старшина   | Главный корабельный старшина | Мичман              | Старший мичман      | Младший лейтенант | Лейтенант         | Ст. лейтенант     | Капитан-лейтенант | Капитан 3-го ранга | Капитан 2-го ранга | Капитан 1-го ранга | Контр-адмирал     | Вице-адмирал      | Адмирал           | Адмирал флота (до 2013) | Адмирал флота     | Адмирал флота Российской Федерации |
| Погоны к повседневной форме одежды береговых войск ВМФ                   |                  |                  |                    |                    |                    |                              |                     |                     |                   |                   |                   |                   |                    |                    |                    |                   |                   |                   | —                       | —                 | —                                  |
| Погоны к повседневной форме одежды авиации ВМФ                           |                  |                  |                    |                    |                    |                              |                     |                     |                   |                   |                   |                   |                    |                    |                    |                   |                   |                   | —                       | —                 | —                                  |
| Звания (береговых войск и авиации ВМФ)                                   | Матрос           | Старший матрос   | Младший сержант    | Сержант            | Старший сержант    | Старшина                     | Прапорщик           | Старший прапорщик   | Младший лейтенант | Лейтенант         | Ст. лейтенант     | Капитан           | Майор              | Подполковник       | Полковник          | Генерал-майор     | Генерал-лейтенант | Генерал-полковник | —                       | —                 | —                                  |
| ------------------------------------------------------------------------ | ---------------- | ---------------- | ------------------ | ------------------ | ------------------ | ---------------------------- | ------------------- | ------------------- | ----------------- | ----------------- | ----------------- | ----------------- | ------------------ | ------------------ | ------------------ | ----------------- | ----------------- | ----------------- | ----------------------- | ----------------- | ---------------------------------- |

## Знаки различия по годам службы
Приказом Министра обороны Российской Федерации от 07.02.2017 № 89 «О внесении изменений в приложение № 1 к приказу Министра обороны Российской Федерации от 22 июня 2015 г. № 300 „Об утверждении Правил ношения военной формы одежды, знаков различия, ведомственных знаков отличия и иных геральдических знаков в Вооруженных Силах Российской Федерации и Порядка смешения предметов существующей и новой военной формы одежды в Вооруженных Силах Российской Федерации“» введены нарукавные знаки различия.
В соответствии с приказом военнослужащие, проходящие военную службу по контракту на должностях солдат (матросов), сержантов и старшин, должны носить нарукавные нашивки, обозначающие количество лет, которое военнослужащий прослужил в армии.

## Справочная таблица званий всех уровней включая запасные чины
| Категория военнослужащих | Звание - Сухопутные войска  | Звание - Корабельные войска  | Класс в НАТО |
| ------------------------ | --------------------------- | ---------------------------- | ------------ |
| Солдаты и матросы        | Рекрут                      | Рекрут                       | 01 (OR-1)    |
| Солдаты и матросы        | Курсант                     | Курсант                      | 02 (OR-2)    |
| Солдаты и матросы        | Рядовой                     | Матрос                       | 03 (OR-3)    |
| Солдаты и матросы        | Ефрейтор                    | Старший матрос               | 04 (OR-4)    |
| Сержанты и старшины      | Младший сержант             | Старшина 2-й статьи          | 05 (OR-5)    |
| Сержанты и старшины      | Сержант                     | Старшина 1-й статьи          | 06 (OR-6)    |
| Сержанты и старшины      | Старший сержант             | Главный старшина             | 07 (OR-7)    |
| Сержанты и старшины      | Старшина                    | Главный корабельный старшина | 08 (OR-8)    |
| Вахмистры и кондукторы   | Младший вахмистр            | Младший кондуктор            | 09 (WO-1)    |
| Вахмистры и кондукторы   | Вахмистр                    | Кондуктор                    | 10 (WO-2)    |
| Вахмистры и кондукторы   | Старший вахмистр            | Старший кондуктор            | 11 (WO-3)    |
| Вахмистры и кондукторы   | Главный старший вахмистр    | Главный старший кондуктор    | 12 (WO-4)    |
| Прапорщики и мичманы     | Подпрапорщик                | Подмичман                    | 13 (WO-5)    |
| Прапорщики и мичманы     | Прапорщик                   | Мичман                       | 14 (WO-6)    |
| Прапорщики и мичманы     | Старший прапорщик           | Старший мичман               | 15 (WO-7)    |
| Прапорщики и мичманы     | Главный старший прапорщик   | Главный старший мичман       | 16 (WO-8)    |
| Младшие офицеры          | Младший лейтенант           | Младший лейтенант            | 17 (OF-1c)   |
| Младшие офицеры          | Лейтенант                   | Лейтенант                    | 18 (OF-1b)   |
| Младшие офицеры          | Старший лейтенант           | Старший лейтенант            | 19 (OF-1a)   |
| Младшие офицеры          | Капитан                     | Капитан-лейтенант            | 20 (OF-2)    |
| Старшие офицеры          | Майор                       | Капитан 3-го ранга           | 21 (OF-3)    |
| Старшие офицеры          | Подполковник                | Капитан 2-го ранга           | 22 (OF-4)    |
| Старшие офицеры          | Полковник                   | Капитан 1-го ранга           | 23 (OF-5)    |
| Старшие офицеры          | Старший полковник           | Капитан-командор             | 24 (OF-6)    |
| Высшие офицеры           | Генерал-майор               | Контр-адмирал                | 25 (OF-7)    |
| Высшие офицеры           | Генерал-лейтенант           | Вице-адмирал                 | 26 (OF-8)    |
| Высшие офицеры           | Генерал-полковник           | Адмирал                      | 27 (OF-9b)   |
| Высшие офицеры           | Генерал-капитан             | Обер-адмирал                 | 28 (OF-9a)   |
| Почётные высшие офицеры  | Генерал армии               | Адмирал флота                | 29 (OF-10b)  |
| Почётные высшие офицеры  | Маршал Российской Федерации | Маршал Российской Федерации  | 30 (OF-10a)  |
| Почётные высшие офицеры  | —                           | —                            | 31 (OF-11)   |
| Почётные высшие офицеры  | —                           | —                            | 32 (OF-12)   |

Тёмным цветом в таблице показаны действующие воинские звания, светлым цветом запасные воинские звания.